# Герб Журавок
Герб Журавок — офіційний символ села Журавки (Кіровського району АРК), затверджений рішенням Журавської сільської ради від 10 грудня 2008 року. Герб є промовистим.

## Опис герба
У синьому полі на вигнутій зеленій основі два срібні журавлі з піднятими крилами стоять повернуті до себе, над ними вгорі — золоте сонце.